# Ripia (rivière)
La rivière Ripia  (en anglais : Ripia River) est un cours d'eau de la région de la  Hawke's Bay dans l’Île du Nord de la Nouvelle-Zélande.

## Géographie
C’est un affluent majeur du fleuve Mohaka, Elle s’écoule principalement vers le sud-est à partir de sa source à l’extrémité nord de la chaîne d’Ahimanawa à 25 kilomètres à l’est du lac  Lac Taupo, atteignant la rivière Mohaka à 40 kilomètres  au nord-est de Napier.